# Protocol de vector de distàncies
Un protocol d'encaminament de vector de distàncies és una de les dues classes essencials de protocols d'encaminament utilitzats en xarxes de commutació de paquets per a comunicacions informàtiques, essent l'altra classe essencial els protocols d'estat d'enllaç. Un protocol d'encaminament de vector de distàncies utilitza l'algorisme Bellman-Ford per calcular camins.
Els exemples de protocols d'encaminament de vector de distància inclouen RIPv1 i 2 i IGRP. L'EGP i BGP no són protocols d'encaminament de vector de distància purs, perquè un protocol de vector de distàncies compta rutes basades només en costos d'enllaç mentre que en BGP, per exemple, el valor de preferència de ruta local pren prioritat sobre el cost d'enllaç. En molts casos, l'EGP i BGP es consideren protocols d'encaminament de VD (vector de distàncies).
Un protocol d'encaminament de vector de distàncies exigeix que un encaminador informi els seus veïns de canvis de topologia periòdicament i, en alguns casos, quan un canvi es detecta en la topologia d'una xarxa. Comparat amb els protocols d'estat d'enllaç, que exigeixen que un encaminador informi tots els nodes en una xarxa de canvis de topologia, els protocols d'encaminament de vector de distància tenen menys complexitat computacional i sobrecàrrega de missatge.

## Mètode
Els mètodes utilitzats per calcular el millor camí a una xarxa són diferents entre els diferents protocols d'encaminament, però els trets fonamentals dels algorismes de vector de distàncies són els mateixos als diversos protocols basats en VD.
En un protocol de VD, cada node manté un vector dels costos d'enllaç per a cada node directament connectat i vectors amb la distància i el següent salt a realitzar per a cada destinació. Els routers que empren un protocol de vector de distàncies no tenen coneixement del camí complet fins a una destinació.En lloc d'això, DV empra dos mètodes:
1. Direcció en la qual, o interfície per la qual un paquet s'ha de transmetre.
2. Distància de la seva destinació

Com el nom suggereix, el protocol DV es basa a calcular la direcció i distància a qualsevol enllaç en una xarxa. El cost d'arribar a una destinació es calcula utilitzant diverses mètriques de ruta. RIP empra el nombre de salts de la destinació, mentre que IGRP té en compte altra informació, com el retard d'un node i l'amplada de banda disponible.
En aquest protocol, les actualitzacions es realitzen periòdicament, on tota o part de la taula d'encaminament d'un encaminador s'envia a tots els seus veïns que estan configurats per utilitzar el mateix protocol d'encaminament de vector de distància. RIP suporta encaminament mitjançant vector de distància multiplataforma mentre que IGRP és un protocol d'encaminament de vector de distància patentat de Sistemes Cisco. Una vegada que un encaminador té aquesta informació pot esmenar la seva pròpia taula d'encaminament per reflectir els canvis i llavors informar els seus veïns dels canvis. Aquest procés s'ha descrit com 'encaminament per rumor' perquè els encaminadors estan depenent de la informació que reben d'uns altres encaminadors i no poden determinar si la informació és de fet vàlida i veritable. Hi ha un cert nombre de trets que es poden utilitzar per ajudar amb la inestabilitat i la informació d'encaminament inexacta.

## Limitacions
L'algorisme de Bellman-Ford no impedeix la formació de bucles d'encaminament i pateix del problema de comptar fins a la infinitat. El cor del problema de comptar fins a la infinitat és que si A diu a B que té un camí a algun lloc, no hi ha cap manera perquè B sàpiga si B forma part d'aquest camí. Per veure el problema clarament, imagini's que una subxarxa connectada de la forma A-B-C-D-E-F, i sigui la mètrica entre els encaminadors el "nombre de salts". Ara suposi que A cau (fora de servei). En el procés d'actualització dels vectors, B s'adona que la que abans era una ruta molt curta d'1 fins a A ha caigut- B no rep l'actualització vectorial d'A. El problema està en el fet que B també porta una actualització a C, i C encara no és conscient que A ha caigut - així li diu a B que A només està a dos salts de distància, que és fals. Això lentament es propaga a través de la xarxa fins que arribi a l'infinit (en quin cas l'algoritme es corregeix, a causa del "propietat de Relax" de Bellman Ford).